# Шпайхерсдорф
Шпайхерсдорф (нім. Speichersdorf) — громада в Німеччині, розташована в землі Баварія. Підпорядковується адміністративному округу Верхня Франконія. Входить до складу району Байройт.
Площа — 52,89 км2. Населення становить 5854 ос. (станом на 31 грудня 2020).